# Pajala socken

Gränser och kyrkor 1796.

Pajala socken ligger i Norrbotten och är sedan 1971 en del av Pajala kommun, från 2016 inom Pajala och Muonionalusta distrikt.
Socknens areal är 3 615,25 kvadratkilometer, varav 3 512,60 land. År 2000 fanns här 4 396 invånare. Tätorten och kyrkorten Pajala med sockenkyrkan Pajala kyrka ligger i socknen. 

## Administrativ historik
Socknen bildades 1725 genom en utbrytning ur Övertorneå socken och omfattade då också områden öster om Torne älv som 5 september 1809 överfördes till Finland. 1788 utbröts Muonioniska församling (i nuvarande Finland) och före 1812 utbröts Kolari församling (nu i Finland). 1837 införlivades Kengis bruksförsamling. 1854 utbröts Muonionalusta församling.
Vid kommunreformen 1862 överfördes ansvaret för de kyrkliga frågorna till Pajala församling och för de borgerliga frågorna till Pajala landskommun. Ur församlingen utbröts 1882 Tärendö församling och 1914 Junosuando församling. Ur landskommunen utbröts 1870 Korpilombolo landskommun, 1885 Tärendö landskommun och 1914 Junosuando landskommun. Landskommunen ombildades  1971 till Pajala kommun. Församlingen inkorporerade  2006 Junosuando och Muonionalusta församlingar, 2008 Tärendö församling och 2010 Korpilombolo församling.
1 januari 2016 inrättades distrikten Pajala och Muonionalusta, med samma omfattning som motsvarande församlingar hade 1999/2000, och vari detta sockenområde ingår.
Socknen har tillhört fögderier, tingslag och domsagor enligt vad som beskrivs i artikeln Norrbotten. De indelta soldaterna tillhörde Norrbottens regemente.

## Geografi
Pajala socken ligger kring Torne älv.  Socknen är utanför älvdalen  en myr- och sjörik kuperad skogsbygd med höjder som i norr når 500 meter över havet.

## Fornlämningar
Cirka 110 boplatser från stenåldern är funna och några tiotal fångstgropar har påträffats. I Kengis finns en ödekyrkogård och rester efter en kyrka. På Kengis bruks område finns rester efter en hammare.

## Namnet
Namnet (1603 Paiala) som är finskt kommer från kyrkbyn. Namnet innehåller personnamnet Pajainen (ortens första bebyggare) med ändelsen la som anger boplats.

## Befolkningsutveckling
| Befolkningsutvecklingen i Pajala socken 1810–1990                                                        | Befolkningsutvecklingen i Pajala socken 1810–1990 | Befolkningsutvecklingen i Pajala socken 1810–1990 | Befolkningsutvecklingen i Pajala socken 1810–1990 | Befolkningsutvecklingen i Pajala socken 1810–1990 |
| --- | ------------------------------------------------- | ------------------------------------------------- | ------------------------------------------------- | ------------------------------------------------- |
| |                                                   |                                                   |                                                   |                                                   |
| År |                                                   |                                                   | Folkmängd                                         |                                                   |
| 1810 | 1810                                              |                                                   | 1 258                                             |                                                   |
| 1820 | 1820                                              |                                                   | 1 515                                             |                                                   |
| 1830 | 1830                                              |                                                   | 2 005                                             |                                                   |
| 1840 | 1840                                              |                                                   | 1 944                                             |                                                   |
| 1850 | 1850                                              |                                                   | 2 691                                             |                                                   |
| 1860 | 1860                                              |                                                   | 3 008                                             |                                                   |
| 1870 | 1870                                              |                                                   | 3 233                                             |                                                   |
| 1880 | 1880                                              |                                                   | 3 903                                             |                                                   |
| 1890 | 1890                                              |                                                   | 3 549                                             |                                                   |
| 1900 | 1900                                              |                                                   | 4 584                                             |                                                   |
| 1910 | 1910                                              |                                                   | 4 895                                             |                                                   |
| 1920 | 1920                                              |                                                   | 4 192                                             |                                                   |
| 1930 | 1930                                              |                                                   | 4 850                                             |                                                   |
| 1940 | 1940                                              |                                                   | 6 229                                             |                                                   |
| 1950 | 1950                                              |                                                   | 7 066                                             |                                                   |
| 1960 | 1960                                              |                                                   | 6 415                                             |                                                   |
| 1970 | 1970                                              |                                                   | 4 878                                             |                                                   |
| 1980 | 1980                                              |                                                   | 4 414                                             |                                                   |
| 1990 | 1990                                              |                                                   | 4 689                                             |                                                   |
| Anm: Källor: Umeå universitet - Tabellverket 1749-1859, Demografiska databasen, CEDAR, Umeå universitet. |                                                   |                                                   |                                                   |                                                   |

### Språk och etnicitet
Nedanstående siffror är tagna från SCB:s folkräkning 1900 och visar inte medborgarskap utan de som SCB ansåg vara av "finsk, svensk eller lapsk stam". För 1860, 1870 och 1880 är Tärendö socken medräknad och för 1860, 1870, 1880 och 1890 är Muonionalusta församling medräknad. Siffrorna för 1805-1855 är Tabellverkets statistik och avser endast den samiska befolkningen.
| Årtal | Svenskar | Finnar | Samer | Totalt |
| ----- | -------- | ------ | ----- | ------ |
| 1805  |          |        | 13    |        |
| 1810  |          |        | 23    |        |
| 1815  |          |        | 24    |        |
| 1820  |          |        | 23    |        |
| 1825  |          |        | 48    |        |
| 1830  |          |        | 18    |        |
| 1835  |          |        | 48    |        |
| 1840  |          |        | 9     |        |
| 1845  |          |        | 18    |        |
| 1850  |          |        | 0     |        |
| 1855  |          |        | 8     |        |
| 1860  | 108      | 2 851  | 49    | 3 008  |
| 1870  | 152      | 3 008  | 73    | 3 233  |
| 1880  | 189      | 3 657  | 57    | 3 903  |
| 1890  | 231      | 3 241  | 77    | 3 549  |
| 1900  | 192      | 3 778  | 55    | 4 025  |